# Leonid Połowinkin

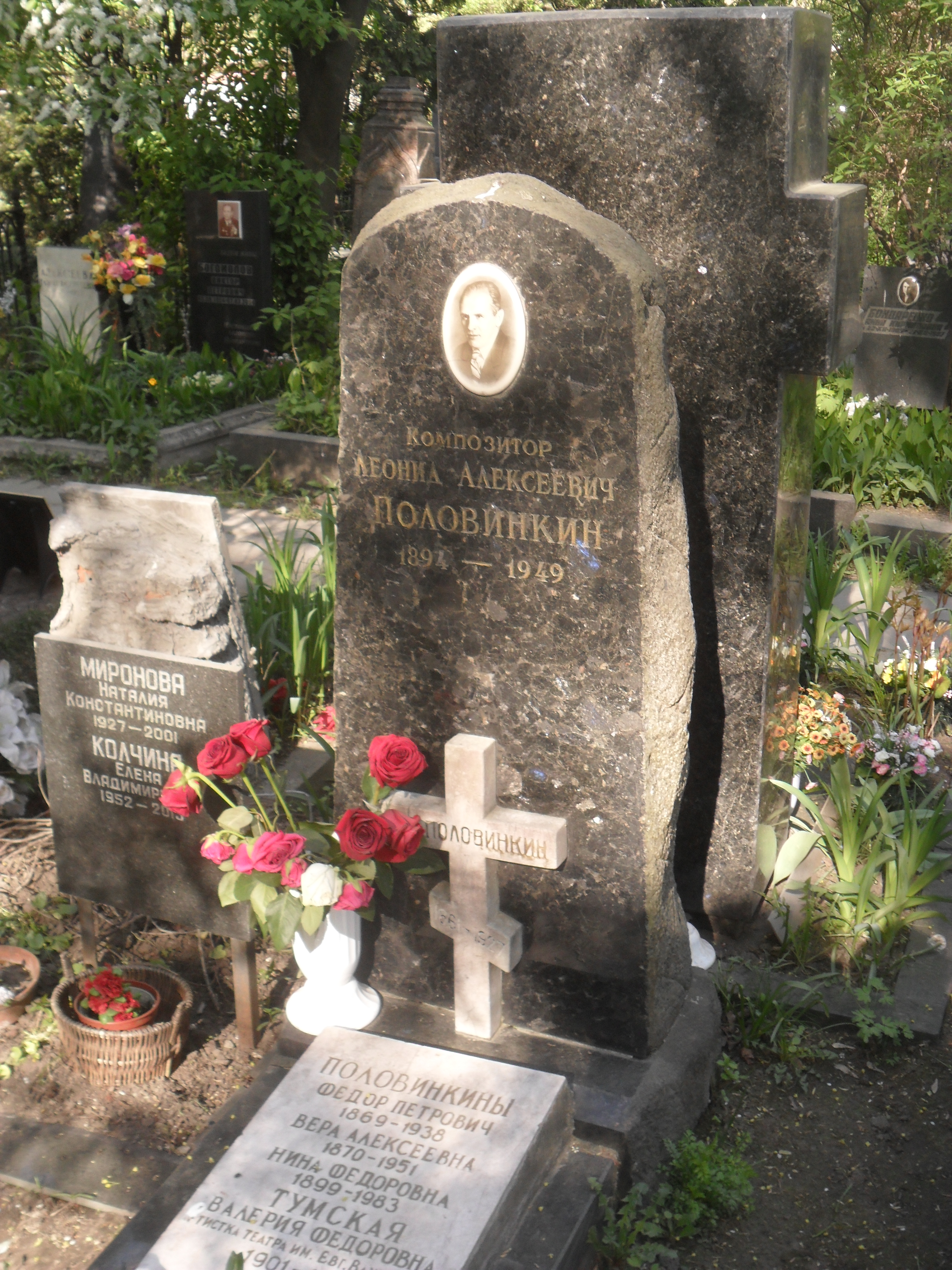
Grób Leonida Połowinkina na Cmentarzu Nowodziewiczym w Moskwie

Leonid Aleksiejewicz Połowinkin (ros. Леонид Алексеевич Половинкин; ur. 1/13 sierpnia 1894 w Kurganie, Imperium Rosyjskie, zm. 8 lutego 1949 w Moskwie, ZSRR) – rosyjski kompozytor. Pochowany na Cmentarzu Nowodziewiczym w Moskwie.

## Wybrana muzyka filmowa
- 1928: Chłopiec z Syberii (Самоедский мальчик)[2]
- 1934: Marionetki (Марионетки)
- 1935: Intrigan (Интриган)
- 1939: Zaczarowany świat (Василиса Прекрасная)
- 1941: Konik Garbusek (Конёк-Горбунок)

Źródło: